# 小行星6404
小行星6404（英語：6404 Vanavara）是一颗围绕太阳公转的小行星。1991年8月6日，艾瑞克·怀特·埃尔斯特在拉西拉天文台发现了此天体。
这颗小行星的绝对星等为44.21710616961644等。